# Otto Carius
Otto Carius (Zweibrücken, 27 mei 1922 – Herschweiler-Pettersheim, 24 januari 2015) was een Duits oud-militair die als tankcommandant in de Tweede Wereldoorlog vocht. Hij vernietigde naar eigen zeggen 100-110 Russische tanks en was daarmee een van de meest succesvolle tankcommandanten aller tijden. In Duitse propagandafilms en tijdschriften werd hij tijdens de oorlog afgeschilderd als een held.

## Biografie
Otto Carius werd in 1922 in Rijnland-Palts geboren en meldde zich al in 1939 als vrijwilliger bij de Wehrmacht. Carius werd toen echter afgewezen omdat hij te kort, te licht en niet in goede conditie was. In mei 1940 meldde hij zich - inmiddels lid van de NSDAP - opnieuw aan, waarna hij wel werd aangenomen. Carius volgde een opleiding tot onderofficier en kreeg vervolgens een opleiding tot tankcommandant. Hij kwam voor het eerst in actie toen Duitsland in juni 1941 Rusland binnenviel. Carius was toen schutter op een Panzerkampfwagen 38(t), een lichte tank die de Duitse infanterie moest ondersteunen.
Al kort na het begin van de oorlog raakte hij zwaargewond toen een granaat zijn tank binnendrong en een explosie veroorzaakte. Na zijn herstel was Carius pas in maart 1942 weer in staat om te vechten aan het front. Hij nam deel aan talloze gevechten in het huidige Oekraïne en Wit-Rusland. Hij werd hiervoor onderscheiden met het IJzeren Kruis 1939, 1e Klasse en 2e Klasse.
In juli 1943 werd hij overgeplaatst naar een zware tankeenheid. Carius werd hier opgeleid in het besturen van een Tiger I-tank, destijds de modernste tank ter wereld. Met dit voertuig moest hij Leningrad verdedigen tegen de Russische troepen die al aan hun tegenaanval begonnen waren. Carius stond vooral bekend als een goed leider en slim strateeg en in augustus 1943 werd hij, zonder ook maar een officiersopleiding te hebben gevolgd, benoemd tot Leutnant en pelotonscommandant.
Vanaf februari 1944 moest hij Letland verdedigen tegen de steeds maar sneller oprukkende Russische troepen. Tijdens dit zes maanden durende offensief, wat de geschiedenis in zou gaan als de Slag om Narva, vocht het peloton van Carius vrijwel onafgebroken tegen Russische tanks. Ondanks zijn leidinggevende functie, nam Carius voortdurend zelf deel aan de gevechten.
In mei 1944 schreef Carius krijgsgeschiedenis door een complete Russische colonne te vernietigen. Carius verstopte zich met vijf andere Tiger-tanks in de bossen en wachtte tot een groep Russische tanks, pantservoertuigen en vrachtwagens kwam langsrijden. Met gerichte schoten vernietigde de eenheid van Carius zowel het voorste als het achterste voertuig waardoor de colonne niet voor- of achteruit kon rijden. De voertuigen moesten van de verharde weg afrijden en kwamen in de modder terecht waardoor ze niet in staat waren om soepel te manoeuvreren. Carius en de andere tankcommandanten hadden hun tanks zo geparkeerd dat ze moeilijk te raken waren. De Duitsers konden moeiteloos de complete colonne vernietigen. Carius vernietigde tijdens dit gevecht alleen al twaalf tanks en werd hiervoor met het Ridderkruis van het IJzeren Kruis onderscheiden.
In juni werd de kapitein van Carius' compagnie gedood, waarna Carius hem opvolgde als compagniecommandant. Op 23 juli werd Carius tot Oberleutnant bevorderd, maar nog geen dag later raakte hij zeer ernstig gewond. Op die dag moest de kersverse Oberleutnant een klein dorpje in Letland verkennen. Het dorpje was moeilijk te bereiken voor de zware Tiger-tanks, en dus besloot Carius in z'n eentje, met een motorfiets, het dorp binnen te rijden. Carius ontdekte een grote groep Russische soldaten die verstopt zaten in een van de huizen. Net toen hij wilde wegrijden om zijn Duitse collega's te waarschuwen, werd hij beschoten en geraakt in been, arm, schouder en nek. Meteen hierna openden de Duitse Tiger-tanks, die op een grote afstand van het dorp zaten te kijken, het vuur. Carius werd met veel geluk gered en teruggebracht naar Duitsland waar hij drie maanden in een hospitaal verbleef om van zijn verwondingen te herstellen. De verkenningsactie van Carius werd als zeer dapper beschouwd en hij werd onderscheiden met het Gewondeninsigne 1939 in goud en de Eikenloof bij het Ridderkruis van het IJzeren Kruis.
Na zijn herstel werd in Carius in januari 1945 naar het westelijk front gestuurd. Hij gaf daar leiding aan een compagnie van tankbestuurders die moesten voorkomen dat Amerikaanse en Britse militairen vanuit Frankrijk, de Duitse grens zouden oversteken. De compagnie was uitgerust met Jagdtigers. Tijdens diverse gevechten wist Carius nog zo'n twintig Amerikaanse tanks te vernietigen. De steeds verdere oprukkende Amerikaanse troepen en de steeds heviger wordende personeels- en brandstoftekorten, zorgden ervoor dat hij het vechten langzaam aan moest opgeven. Op 15 april gaf Carius zich, met zijn gehele compagnie, in het Sauerland over aan de Amerikanen. Hij werd krijgsgevangen genomen, maakte de gevangenschap mee in een "Rheinwiesenlager" en kwam in juni 1946 op vrije voeten. Achteraf was hij zeer verbitterd over de behandeling van Duitse krijgsgevangenen door de Amerikanen. Over de moord door de Wehrmacht op 3 miljoen Russische gevangenen sprak hij nooit.
Na de oorlog begon Carius te werken in een apotheek, die hij de Tiger Apotheke noemde. Ook schreef hij zijn memoires getiteld Tiger im Schlamm ("Tijger in de modder").
Na een kort ziektebed overleed hij in 2015 op 92-jarige leeftijd.

## Militaire loopbaan

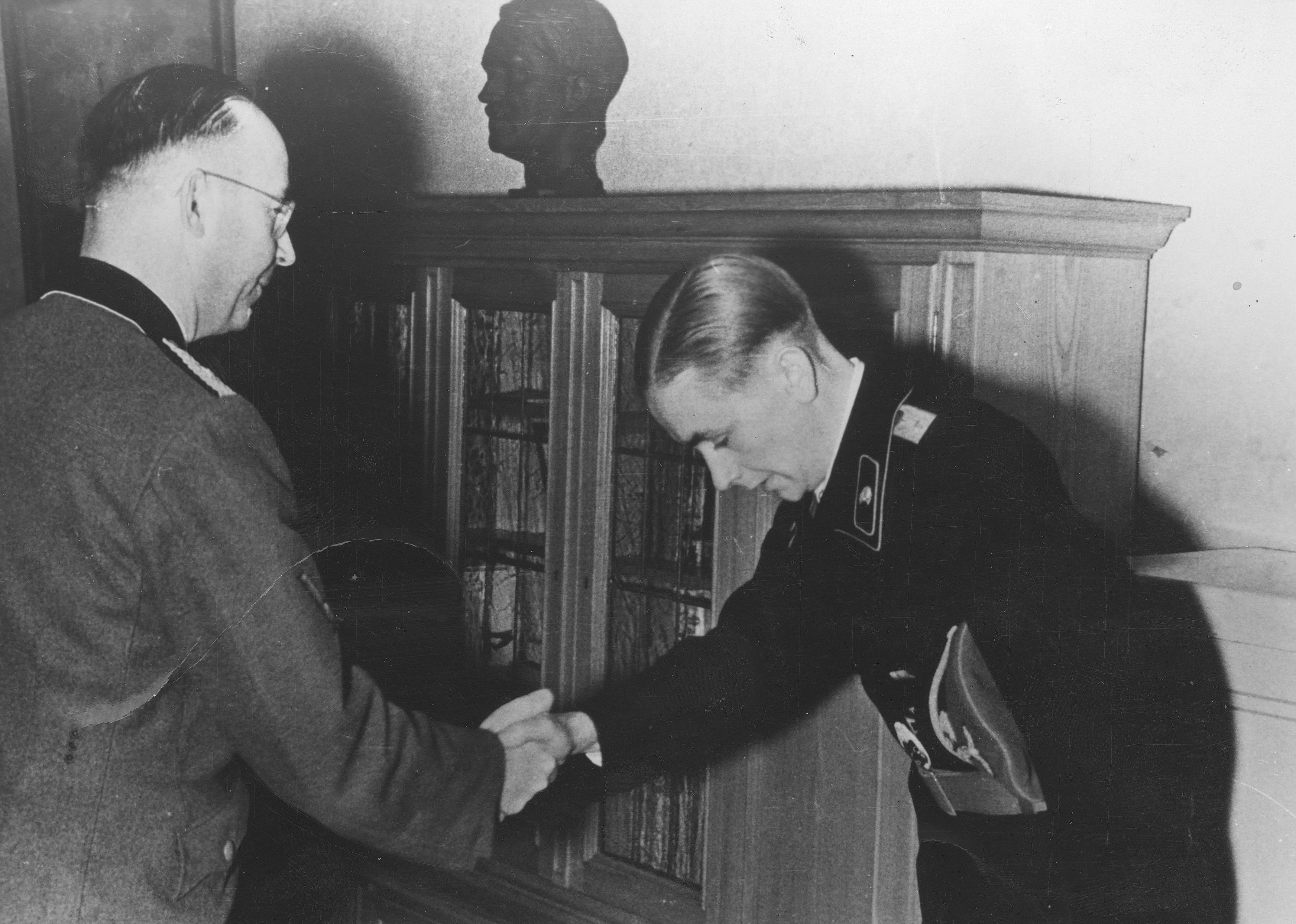
Heinrich Himmler reikt het Eikenloof bij het Ridderkruis van het IJzeren Kruis aan Otto Carius uit.

- Soldat: 1940[3]
- Unteroffizier der Reserve: 1941[3]
- Offiziers-Anwärter: augustus 1941[4]
- Feldwebel der Reserve: 1942[3]
- Leutnant der Reserve: 1942[3]
- Oberleutnant der Reserve: 1944[3]

## Decoraties
- Ridderkruis van het IJzeren Kruis (nr.3066)[5] op 4 mei 1944 als Leutnant der Reserve en Zugführer 2. / schwere Panzer-Abteilung 502 / 61.Infanterie-Division / / XXXXIII.Armee-Korps / Armee-Abteilung Narwa / Heeresgruppe Nord[5][6]
- Ridderkruis van het IJzeren Kruis met Eikenloof (nr.535)[5] op 27 juli 1944 als Leutnant der Reserve en Führer 2. / schwere Panzer-Abteilung 502 / II.Armee-Korps / 16.Armee / Heeresgruppe Nord[5][6]
- IJzeren Kruis 1939, 1e Klasse (23 november 1943) en 2e Klasse (15 september 1942)[7][5][8]
- Medaille Winterschlacht im Osten 1941/42 op 20 augustus 1941[9]
- Panzerkampfabzeichen, (zonder getal) in zilver
- Panzerkampfabzeichen, tweede graad met het getal "25" op 15 juli 1944[5][10]
- Panzerkampfabzeichen, derde graad met het getal "50" op 1 september 1944[5][11]
- Panzerkampfabzeichen, vierde graad met het getal "75" op 21 april 1945[5]
- Gewondeninsigne 1939 in goud (11 september 1944),[5][10] zilver (15 december 1943)[12] en zwart (8 juli 194)[13]

## Aantal vernietigde tanks
- 150+ tanks, vergelijkbaar aantal antitankgeschut (100-110 tanks, andere bron[14]), meerderheid aan het Oostfront.